# Eva Eisenlohr
Eva Eisenlohr (née le 25 avril 1891 à Fribourg-en-Brisgau, morte le 25 septembre 1977 dans la même ville) est une peintre et sculptrice allemande.

## Biographie
Les parents d'Eva Eisenlohr encouragent très tôt son talent ; son père est directeur d'un tribunal de district. De 1908 à 1910, elle est élève de l'académie des beaux-arts de Karlsruhe. Elle cherche constamment des possibilités de formation continue comme avec peintres Julius Exter et Walter Georgi, prend des cours particuliers et part à Rome pour étudier, elle doit mettre fin à ce voyage prématurément en raison du déclenchement de la Première Guerre mondiale. Après s'être réfugié chez ses parents, elle s'installe à Übersee. Peu après, Julius Exter s'y installe également. En 1917, il divorce de sa femme, la peintre et pianiste Judith Anna Köhler. En 1921, Eva Eisenlohr revient de Feldwies à Fribourg. Judith Anna Köhler part à Feldwies à cette époque, mais elle refuse d'épouser à nouveau le professeur Exter, qui vécut ensuite en retraite jusqu'à sa mort en 1939.

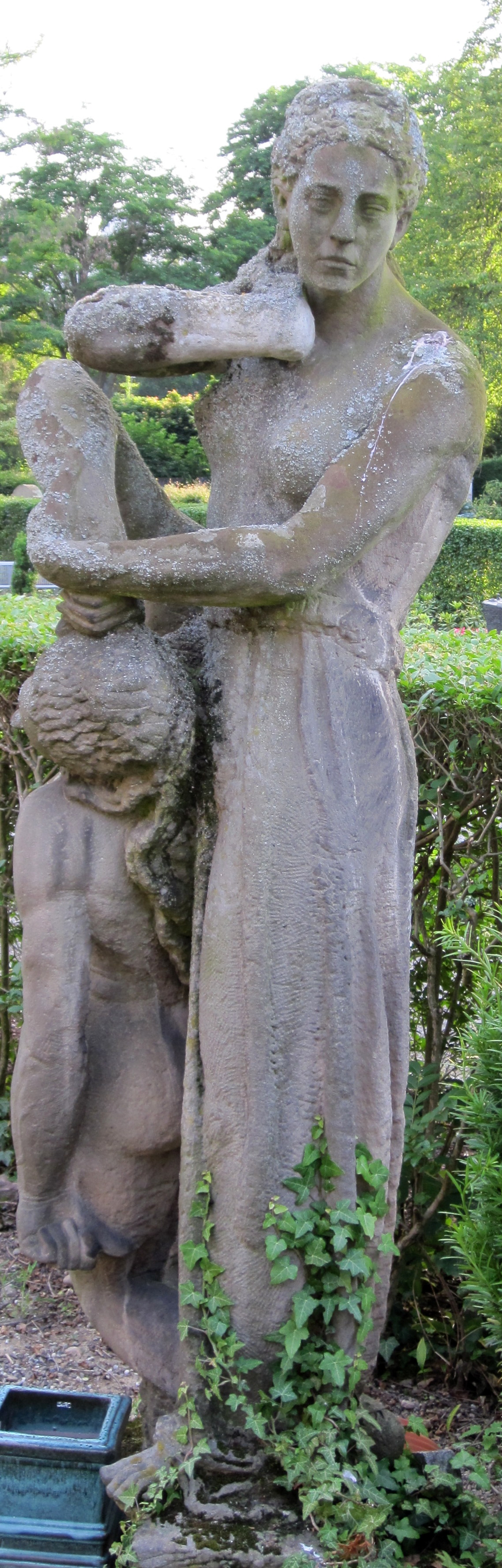
La Vengeance de la Déesse

Elle travaille comme tailleuse de pierre et crée ses propres œuvres artistiques.
En 1929, Eva trouve un compagnon en la personne de Rudolf Otto, qui l'accompagnera jusqu'à sa mort à l'automne 1955. Eva Eisenlohr rejoint la Société Anthroposophique en 1929, et après son interdiction en 1935, elle fut membre de la Communauté Chrétienne, qui ne fut interdite qu'en juin 1941.
Pour l'exposition d'Art dégénéré à Munich à l'automne 1937, les nazis confisquent deux œuvres d'Eisenlohr au musée des Augustins de Fribourg-en-Brisgau ; elle est la seule femme exposée. Même si Eisenlohr n'est pas explicitement interdite de travailler pendant la période nazie, elle n'a pratiquement pas l'occasion de montrer son art publiquement.
Après la Seconde Guerre mondiale, elle fonde une école artistique anthroposophique et participe à de l'art thérapeutique anthroposophique.
Eva Eisenlohr est la première enseignante de la sculptrice Elly-Viola Nahmmacher (de).
Les œuvres d'Eva Eisenlohr conservées à Fribourg comprennent la figure en grès de deux mètres de haut La Vengeance de la Déesse de 1919 dans le cimetière principal de Fribourg-en-Brisgau pour servir de tombe à sa mère, morte l'année précédente, et La Chouette dans le parc municipal de Fribourg-en-Brisgau, également en grès. Diverses œuvres en grès ainsi que des dessins et des peintures à l'huile appartiennent à l'atelier de sculpture Michael Storr de Fribourg et y sont également exposées.